# Альберт Арнгайтер
Альберт Арнгайтер (нім. Albert Arnheiter, 20 липня 1890 — 26 квітня 1945) — німецький академічний веслувальник.